# Club Atlético Osasuna
O Club Atlético Osasuna (cujo acrónimo é CAO) é um clube de futebol espanhol da cidade de Pamplona, Navarra, fundado no dia 17 de novembro de 1920. Atualmente disputa a Primeira Divisão Espanhola.

## História
O nome do clube, Osasuna, proposto por Benjamín Andoain Martínez, significa saúde em basco.
Existe certa incerteza em quanto a data de constituição de Osasuna. No dia 24 de outubro de 1920 apareceu no jornal El Pueblo Navarro sobre a criação de Osasuna e a disputa de sua primeira partida contra o Regimento da Constituição, tendo como resultado o empate a 1. Oficialmente, a data de fundação reconhecida pelo clube é de 17 de novembro de 1920. O clube se formou ao fusionar os clubes pamploneses do Esportiva e o Novo Clube.
Em sua primeira temporada de vida disputou um total de 22 partidas, com 11 vitórias, 6 empates e 5 derrotas,com um total de 42 gols a favor e 34 contra.
Inaugurou o Campo de San Juan em 21 de maio de 1922.
Na temporada de 1931 e 1932, ascendeu a Segunda Divisão, depois de finalizar a temporada na primeira posição com 12 pontos, Merced a 9 partidas jogadas, com 5 vitórias, 2 empates e 1 derrota.
Em 1934 e 1935, ascendeu pela primeira vez na história a Primeira Divisão. Na Copa da Espanha, o Osasuna chegou às semifinais.

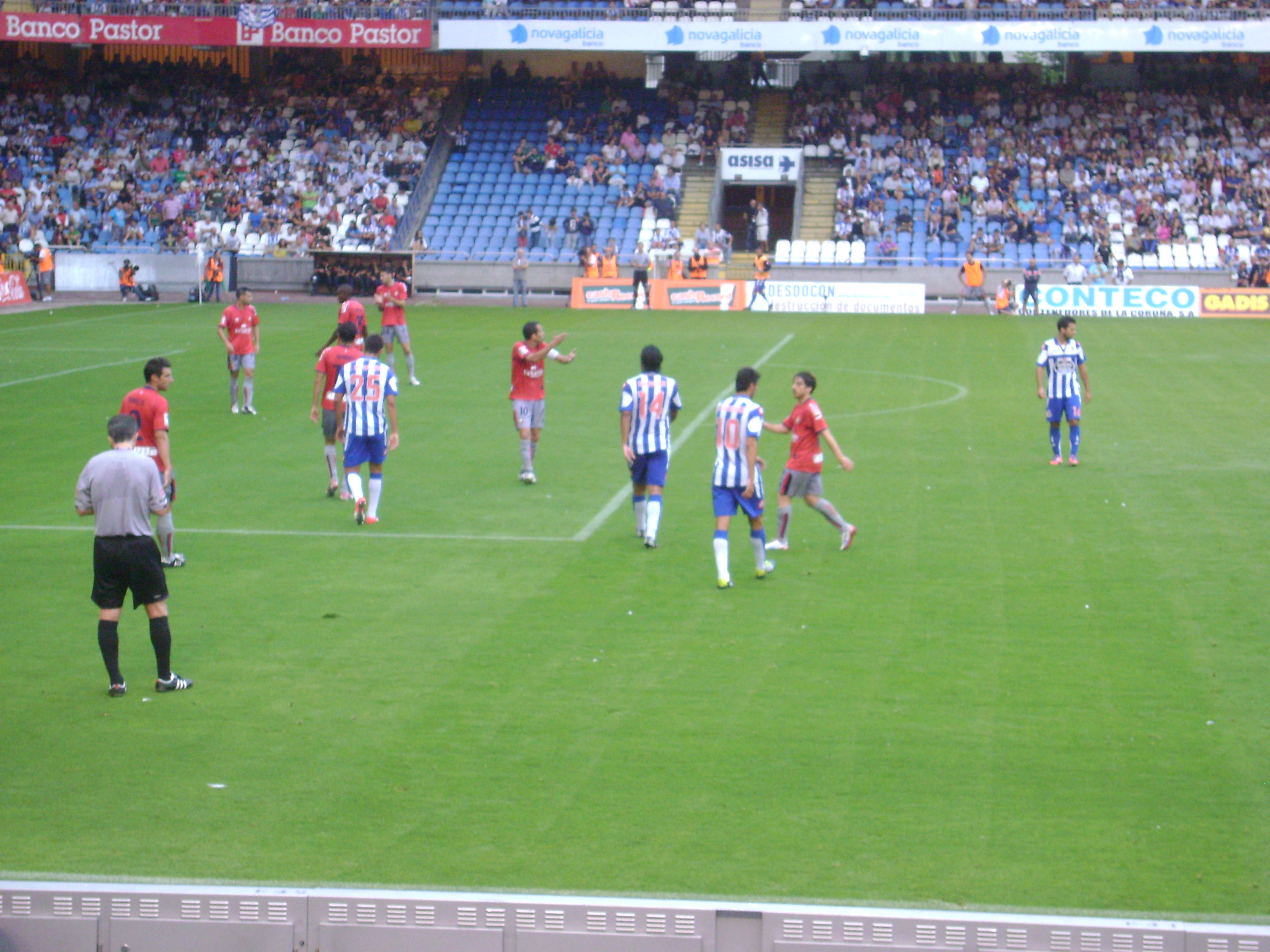
Imagem de uma partida do Osasuna contra o Deportivo de La Coruña.

Entre 1943 a 1960, o clube chegou a baixar para a Terceira Divisão, subiu para a Primeira divisão e retornou a baixar em diversas ocasiões.
No dia 2 de setembro de 1967, foi inaugurado o estádio de El Sadar com uma partida que enfrentou ao Real Zaragoza com a Vitória de Setúbal, de Portugal. A seguinte partida, entre rojillos e portugueses, se jogou um dia depois com vitória osasunista por 3 gols a um.
Na temporada de 1985 e 1986, participou pela primeira vez em sua história na Copa da UEFA, depois de que na temporada anterior Osasuna teve se classificado na sexta posição.
No dia 11 de junho de 2005, jogou sua primeira final de Copa do Rei, sendo vice campeão.
Em dezembro de 2005, o estádio passou a denominar-se Reyno de Navarra, devido ao acordo entre o clube e o governo de Navarra, para proporcionar e potenciar turisticamente a Comunidade Foral de Navarra.
No dia 16 de maio de 2006 se classificou pela primeira vez em sua história para a Liga dos Campeões da UEFA, mas foi eliminado pelo Hamburgo, da Alemanha, na fase de classificação.
Já no dia 25 de fevereiro de 2007 disputou sua partida número 1.000 na Primeira Divisão da Espanha contra o Espanyol, de Barcelona, no Estádio Reyno de Navarra. O resultado foi de 2 a 0 favorável à equipe catalã.
No dia 14 de março de 2007 conseguiu uma histórica classificação às quartas de final da Copa da UEFA, eliminando o poderoso Rangers, da Escócia. Já no dia 12 de abril de 2007, voltou a fazer história ao se classificar para as seminais da Copa da UEFA após vencer o Bayer Leverkusen. Nesta semifinal foi derrotado pelo Sevilla, posteriormente campeão do torneio.
Após um mau começo da equipe na temporada 2008–09, a direção do Osasuna resolveu destituir o técnico "Cuco" Ziganda e colocar em seu lugar José Antonio Camacho, permanecendo a equipe em posição desconfortável na classificação. O Osasuna só conseguiu sua permanência na Primeira Divisão na partida disputada em Pamplona, contra o Real Madrid, com uma vitória por 2 a 1.
Na La Liga de 2013–14, não jogou uma boa temporada, chegando a tomar 7 a 0 do vice-campeão Barcelona. Terminou o campeonato na décima oitava posição e foi rebaixado para a Liga Adelante, junto com Real Valladolid e Real Betis.
Na Liga Adelante de 2014–15, outra vez deveu futebol, e quase foi rebaixado à Terceira Divisão da Espanha, se salvando na última rodada, empatando com o Sabadell em 2 a 2. Rebaixou assim o Racing Santander, mesmo com a vitória de 1 a 0 do time cântabro.

## Elenco
- Atualizado em 12 de dezembro de 2024.[2]

Legenda
- : Capitão
- : Jogador suspenso
- : Jogador lesionado
- : Jogador emprestado

## Dados do clube
- Número de sócios: 15.294[3]
- Orçamento: 29.500.000 €[4]

### Componentes de direção do clube
- Gerente: Angel Ardanaz Rípodas
- Diretor-Geral: José Gómez Castells
- Contabilidade, Protocolo e Relações públicas: Ainhoa Janín
- Chefe de imprensa : Guillermo Pérez Azcona
- Marketing: María Cardero Elso
- Administração: Jose Mari Iglesias Marcellán e Tamara Urroz Osés

### Campeonatos nacionais
- 30 Temporadas na 1ª Divisão Espanhola
  - melhor posição: 4º (temporada 1990–91 e temporada 2005–06)
  - pior posição:  20º (temporada 1993–94)
  - maior sequência de temporadas consecutivas na 1ª Divisão Espanhola: 14 (temporada 1980–81 a 1993–94)
- 34 Temporadas na 2ª Divisão Espanhola
  - melhor posição: 1º (1952–53, 1955–56, 1960–61, 2018–19)
- 12 Temporadas na 3ª Divisão Espanhola (Segunda Divisão B)

### Competições internacionais
- 4 participações na Copa da UEFA (1985–86, 1991–92, 2005–06 e 2006–07)
- 1 participação na Liga dos Campeões da UEFA (2006–07)

## Títulos
| NACIONAIS  | NACIONAIS                                  | NACIONAIS | NACIONAIS |
|            | Competição                                 | Títulos   | Temporadas |
| semmdolura | Campeonato Espanhol - 2ª Divisão           | 4         | 1952-53, 1955-56, 1960-61 e 2018-19                                                                                                 |
| semmdolura | Campeonato Espanhol - 3ª Divisão           | 7         | 1931-32, 1947-48, 1948-49, 1968-69, 1971-72, 1974-75 e 1976-77                                                                      |
| REGIONAIS  | REGIONAIS                                  | REGIONAIS | REGIONAIS |
|            | Competição                                 | Títulos   | Temporadas |
|            | Campeonato de Navarra                      | 1         | 1930-31 |
|            | Campeonato Regional de Navarra             | 2         | 1928-29 e 1929-30 |
|            | Campeonato Regional Mancomunado de Navarra | 1         | 1938-39 |
| AMISTOSOS  | AMISTOSOS                                  | AMISTOSOS | AMISTOSOS |
|            | Competição                                 | Títulos   | Temporadas |
|            | Troféu Festa de Elche                      | 1         | 2000 |
|            | Troféu Reyno de Navarra                    | 22        | 1969, 1978, 1980, 1982, 1984, 1985, 1987, 1988, 1989, 1990, 1991, 1992, 1993, 1995, 1998, 2004, 2005, 2006, 2007, 2008, 2009 e 2011 |
| ---------- | ------------------------------------------ | --------- | --- |

## Hino
O hino do Osasuna foi composto por Maestro Turrillas, e a gravação foi realizada por Los Iruñako nos anos 60.

### Letra
El "once" de Osasuna, valiente y luchador
defiende sus colores con brío arrollador
y por eso los hinchas le gritan sin cesar
Osasuna ¡aúpa!, que tú sabes triunfar.
De tu blusa y tu bandera, fuerte y rojo es el color
de tu blusa y tu bandera, como el roble montañés
y el vino de la ribera vibra en tí Navarra entera
en donde quiera que estés.
Artistas en el juego, dominan el balón,
derrochan valentía y luchan con tesón
y el público entusiasta así suele gritar
Osasuna ¡aúpa!, que tú sabes triunfar.
De tu blusa y tu bandera, fuerte y rojo es el color
de tu blusa y tu bandera, como el roble montañés
y el vino de la ribera vibra en ti Navarra entera
en donde quiera que estés.
Osasuna valiente, no dejes de luchar
que Navarra te admira porque sabes jugar.
Osasuna valiente, juega con ilusión
que jugando y venciendo tú serás campeón.

## Uniformes

### Uniformes atuais
- 1º - Camisa vermelha, calção azul e meias azuis;
- 2º - Camisa verde, calção laranja e meias brancas.

| Primeiro Uniforme | Segundo Uniforme |

### Uniformes dos goleiros
- Camisa azul claro, calção e meias azuis claro;
- Camisa verde-limão, calção e meias verdes-limão;
- Camisa branca, calção e meias brancas.

| Cores do Time · Cores do Time · Cores do Time · Cores do Time · Cores do Time | Cores do Time · Cores do Time · Cores do Time · Cores do Time · Cores do Time |

### Uniformes anteriores
- 2013–14

| Cores do Time · Cores do Time · Cores do Time · Cores do Time · Cores do Time | Cores do Time · Cores do Time · Cores do Time · Cores do Time · Cores do Time |  |

## Osasuna Promesas
O Club Atlético Osasuna B é o time filial do Osasuna. Foi fundado em 1962 e joga na Segunda Divisão B (Grupo II). Também é conhecido como "Osasuna Promesas".